# Miloš Englberth
Miloš Englberth (* 1. července 1974 Liberec) je český malíř řazený do okruhu hyperrealismu.

## Život
Vystudoval Akademii výtvarných umění v Praze (1994-2000), atelier klasických malířských technik prof. Zdeňka Berana. Ve své tvorbě se zaměřuje téměř výhradně na olejomalbu. Tematicky se jeho dílo pohybuje mezi hyperrealismem a magickým realismem. V počátku jeho tvorby ho ovlivnil surrealismus (zejména malíř Josef Vyleťal) a také hnutí „prerafaelitů“, anglických malířů 19. století. Později však svůj projev přehodnotil ve prospěch hyperrealismu. Nejedná se však jen o chladné, technicky dokonalé zobrazení soupeřící s fotografií, jako u většiny hyperrealistických děl. V jeho malbách nacházíme zaujetí pro přírodu, tajemno až pohádkovost, které zde přetrvává jako reziduum surrealistického tvarosloví. Hlavním námětem bývá ženská figura, umístěná v romantické krajině, nebo přírodních strukturách.
Od roku 2006 je členem výtvarné skupiny RASTR (Miloš Englberth, Jindřich Hájek, Jakub Kándl a fotograf Jiří Macht), která se zaměřuje na realistické zobrazení v malbě, v konfrontaci s fotografií. Má za sebou řadu společných i samostatných výstav, u nás i v zahraničí (Praha, Plzeň, Hradec Králové, Hannover, Lima...atd) V současné době vystavuje hlavně s výtvarnou skupinou RASTR (www.rastrart.cz). Žije a pracuje v Praze. Jeho velkým koníčkem je kultura severoamerických indiánů.

## Výstavy
- Samostatné výstavy
- Galerie Kamzík / Praha / 1996
- Trávení / Galerie Mainerová / Praha / 2013
- Window Gallery / Prague Ateliers / Praha / 2016
- Kolektivní výstavy
- Panoráma manýrismu ´97 / Galerie U prstenu / Praha / 1997
- Poslední obraz / Galerie Rudolfinum / Praha/ 1998
- Výstava ateliéru Z. Berana AVU / Galerie U prstenu / Praha / 1999
- Výstava ateliéru Z. Berana a A. Veselého / Galerie U prstenu / Praha / 1999
- Výstava studentů AVU / Galerie Pokorný / Prostějov / 2000
- Člověk jako nejasný objekt / Galerie AVU / Praha / 2000
- Diplomanti AVU 2000 / Průmyslový palác / Výstaviště / 2000
- Binacional de Arte y Color Peru – Republica Checa / Centre cultural Bellas Artes / Lima / Peru /2001
- Dotek okamžiků / Kavárna Prohibice / Praha / 2002
- Výstava M. Englbertha a J. Kándla / Galerie U prstenu / Praha / 2002
- Hyperrealismus / Galerie moderního umění / Hradec Králové / 2003
- Český radikální realismus / Západočeská galerie / Plzeň / 2003
- Art Prague / Výstavní síň Mánes / Praha / 2003
- Talent a fortel / Galerie U Klicperů / Klicperovo divadlo / Hradec Králové / 2004
- Čeští umělci ke vstupu České republiky do Evropské Unie / Galerie Kubus / Hannover / Německo / 2004
- Dny vína v Dobřichovicích / zámek Dobřichovice / 2005
- Velikonoce / Galerie U prstenu / Praha / 2005
- Akty v akci – absolventi Z. Berana / Muzeum Šumavy / Kašperské hory / 2005
- Akty v akci / Diamant SVU. Mánes / Praha / 2005
- Pražské ateliery / Novoměstská radnice / Praha / 2006
- RASTR / "4 X 4" / Divadlo Akcent / Praha / 2006
- RASTR / Studio „De-fakto“ / Praha / 2007
- RASTR / Linhart a Finta – právnická kancelář / Praha / 2007
- RASTR / BLUE LIGHT / Galerie Nová Síň / Praha /2008
- DEFENESTRACE-Výstava studentů a absolventů atelieru Z. Berana AVU / Novoměstská Radnice / Praha / 2008
- RASTR / Rumunský kulturní institut / Praha / 2008
- RASTR / Výstava v Galerii Pod kamennou žábou / České Buďějovice / 2008
- RASTR / Klub GOLEM / Praha / 2008
- RASTR / Znovuzrození / Galerie Dolmen / Praha / 2009
- RASTR / Rastr-ženy / Studio „De-fakto“ / Praha / 2009
- RASTR / Znovuzrození / Uherské Hradiště / 2010
- RASTROSPEKTIVA / Galerie Dolmen / Praha / 2011
- RASTR / IKONA / Galerie ATRIUM / Praha / 2011
- RASTR / FLORA / Galerie Podkroví/ Praha / 2012
- RASTR / Má vlast / Galerie Podkroví / Praha / 2012
- RASTR / RESTART / Galerie Dolmen / Praha / 2013
- RASTR / Veřejná intimita / Galerie Dolmen / Praha / 2014
- AKT 2016 / Nová Galerie / Praha / 2016
- ANIMA et ANIMALIA / Galerie ECCE TERRA / Praha / 2016